# Antonio Lukitsch

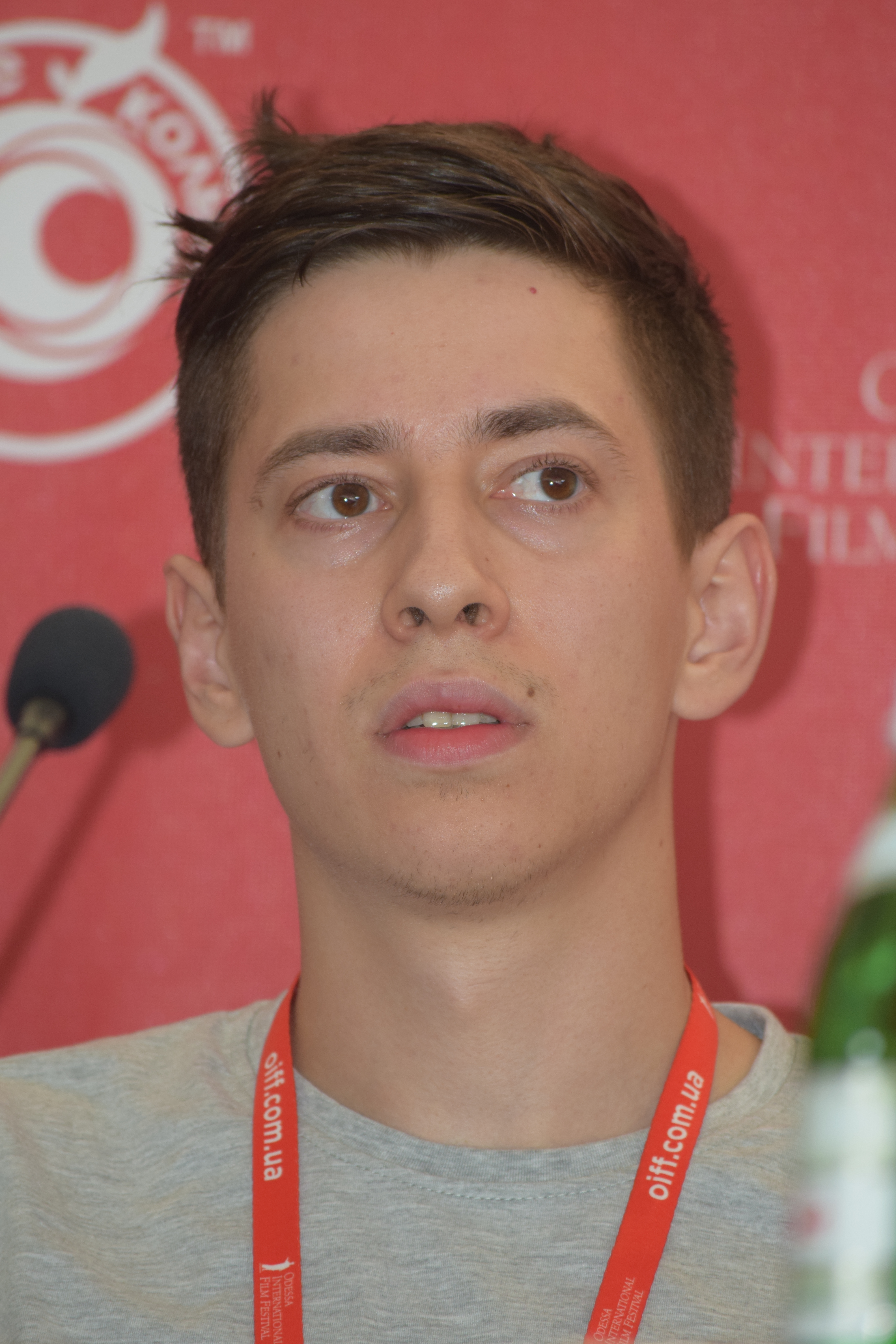
Antonio Lukitsch

Antonio Lukitsch (ukrainisch Антоніо Лукіч; * 1992 in Uschhorod, Westukraine) ist ein ukrainischer Filmemacher. Bekannt wurde er durch seinen Film Der Tierstimmensammler oder Das Lied der Scheuen Stockente (2019).

## Leben und Karriere
Antonio Lukitsch wurde 1992 in Uschhorod geboren, wo er auch aufwuchs.
Erstmals bekannt wurde Lukitsch durch den Kurzfilm It Was Showering in Manchester, der 2016 beim Odessa International Film Festival in der Kategorie Bester Kurzfilm ausgezeichnet wurde.
Sein Spielfilm Der Tierstimmensammler oder Das Lied der Scheuen Stockente brachte ihm 2020 nicht nur den Filmpreis Golden Dzyga ein, sondern machte ihn auch abseits seiner Heimat bekannt.
In der Liste der besten ukrainischen Filme belegt dieser Platz 20.
Im März 2021 wurde ihm die Auszeichnung Merited Artist of Ukraine zugestanden, welche vom ukrainischen Präsidenten verliehen wurde. Diese wird vorrangig an Personen verliehen, die einen großen Beitrag zum Ausbau der ukrainischen Kunst- und Kulturszene leisten.

## Filmografie

### Als Regisseur
- 2011: Is it easy to be young?
- 2012: Hello, sister!
- 2013: Fish of Lake Baikal
- 2014: Who cheated Kim’s Cousin?
- 2016: It Was Showering in Manchester
- 2019: Der Tierstimmensammler oder Das Lied der Scheuen Stockente (Мої думки тмхі)
- 2022: Luxembourg, Luxembourg

## Auszeichnungen
- 2020

Solota dsyga
- - Auszeichnung: Bester Film
  - Auszeichnung: Bestes Drehbuch – Antonio Lukitsch & Valeria Kalchenko

Ukrajinska Prawda Award
- - Auszeichnung: Künstler des Jahres